# Linje 3 (Paris metro)
| Urban head station in tunnel |

| Urban tunnel stop on track |

| Urban tunnel stop on track |

| Urban tunnel station on track |

| Urban tunnel station on track |

| Urban tunnel stop on track |

| Urban tunnel stop on track |

| Urban tunnel station on track |

| Urban tunnel stop on track |

| Urban tunnel station on track |

| Urban tunnel station on track |

| Urban tunnel station on track |

| Urban tunnel stop on track |

| Urban tunnel stop on track |

| Urban tunnel stop on track |

| Urban tunnel station on track |

| Urban tunnel station on track |

| Urban tunnel stop on track |

| Urban tunnel station on track |

| Urban tunnel stop on track |

| Urban tunnel stop on track |

| Urban tunnel station on track |

| Urban tunnel station on track |

| Urban tunnel station on track |

| Urban end station in tunnel |

| Urban head station in tunnel |

| Urban tunnel stop on track |

| Urban tunnel stop on track |

| Urban tunnel station on track |

| Urban tunnel station on track |

| Urban tunnel stop on track |

| Urban tunnel stop on track |

| Urban tunnel station on track |

| Urban tunnel stop on track |

| Urban tunnel station on track |

| Urban tunnel station on track |

| Urban tunnel station on track |

| Urban tunnel stop on track |

| Urban tunnel stop on track |

| Urban tunnel stop on track |

| Urban tunnel station on track |

| Urban tunnel station on track |

| Urban tunnel stop on track |

| Urban tunnel station on track |

| Urban tunnel stop on track |

| Urban tunnel stop on track |

| Urban tunnel station on track |

| Urban tunnel station on track |

| Urban tunnel station on track |

| Urban end station in tunnel |

Paris metrolinje 3 i Paris metro öppnade år 1904 i Paris i Frankrike. Den är en av 16 linjer som ingår i nätet.  Linjen sammanbinder Pont de Levallois – Bécon i västra Paris med Gallieni i öst, där det finns ett köpcentrum och busscentral. Med en längd av 11,7 km och 25 stationer går den från väst till öst helt under jord.

## Historia
- 1904: Linje 3 öppnar mellan Père Lachaise och Villiers.
- 1905: Linjen förlängs från Père Lachaise till Gambetta.
- 1910: Sträckan Villiers till Pereire öppnar.
- 1911: Linjen förlängs från Pereire till Porte de Champerret.
- 1937: Förlängningen Porte de Champerret till Pont de Levallois öppnar.
- 1971: Sträckan Gambetta till Gallieni öppnar.

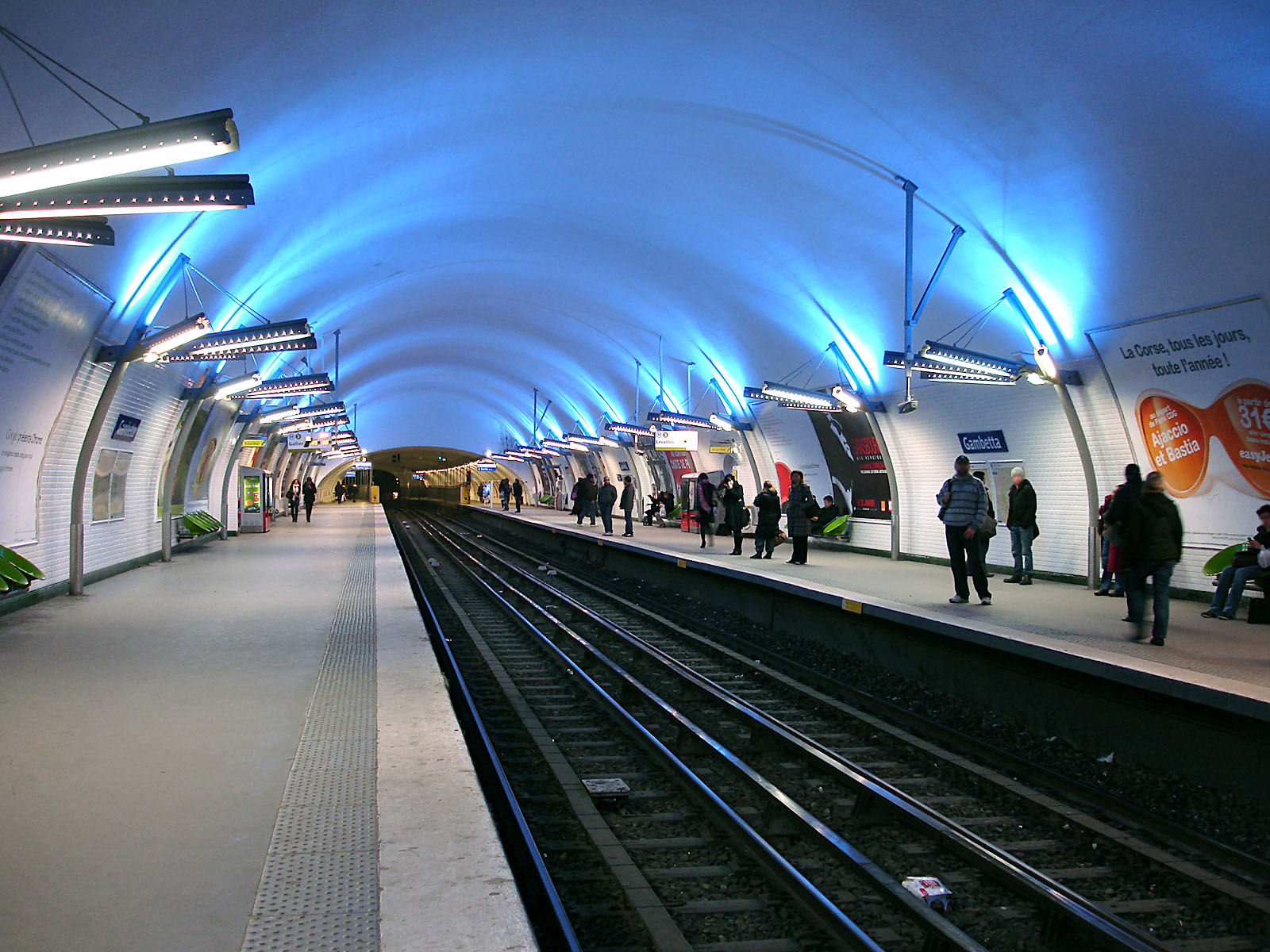
Gambetta
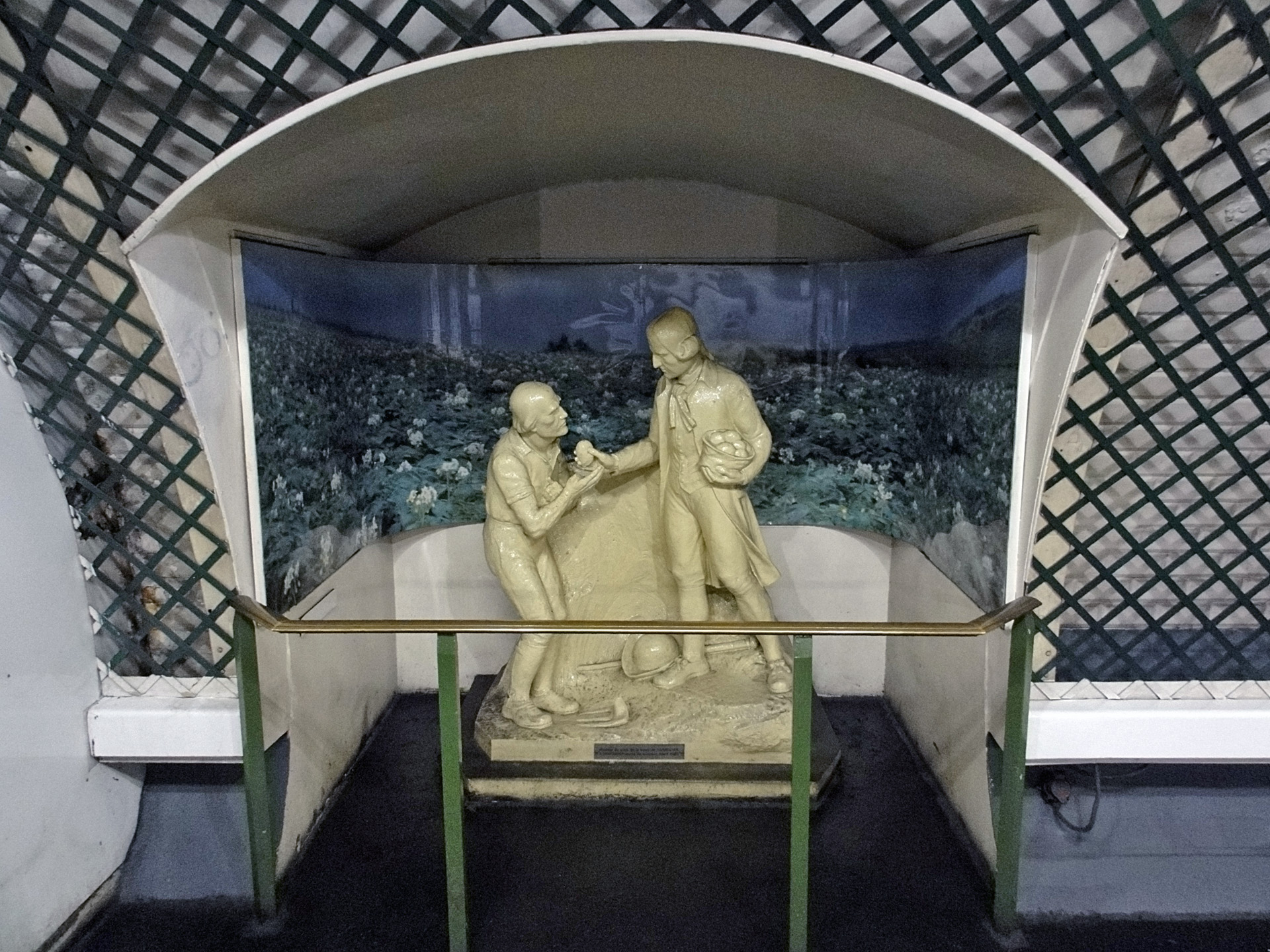
Parmentier
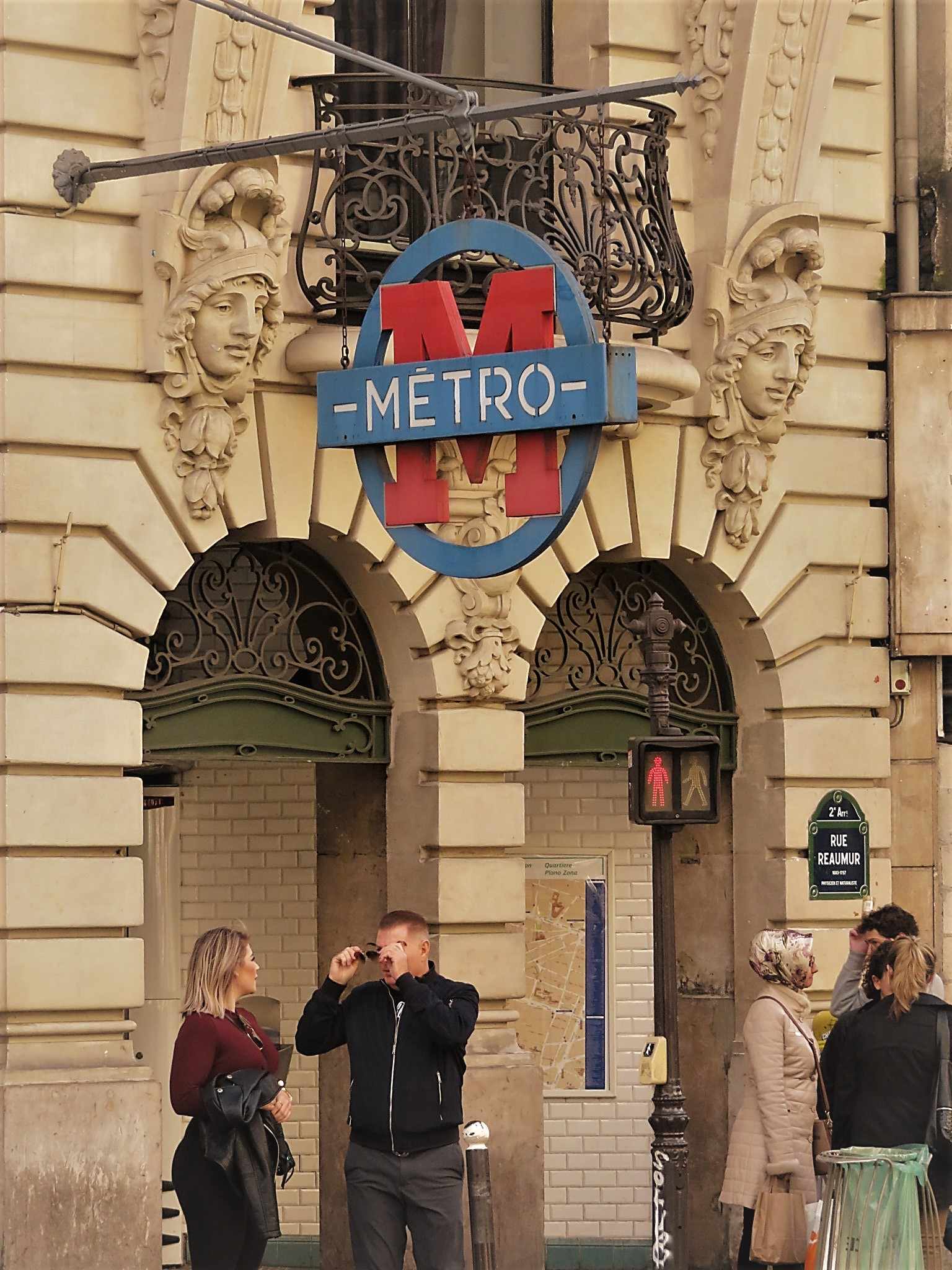
Sentier
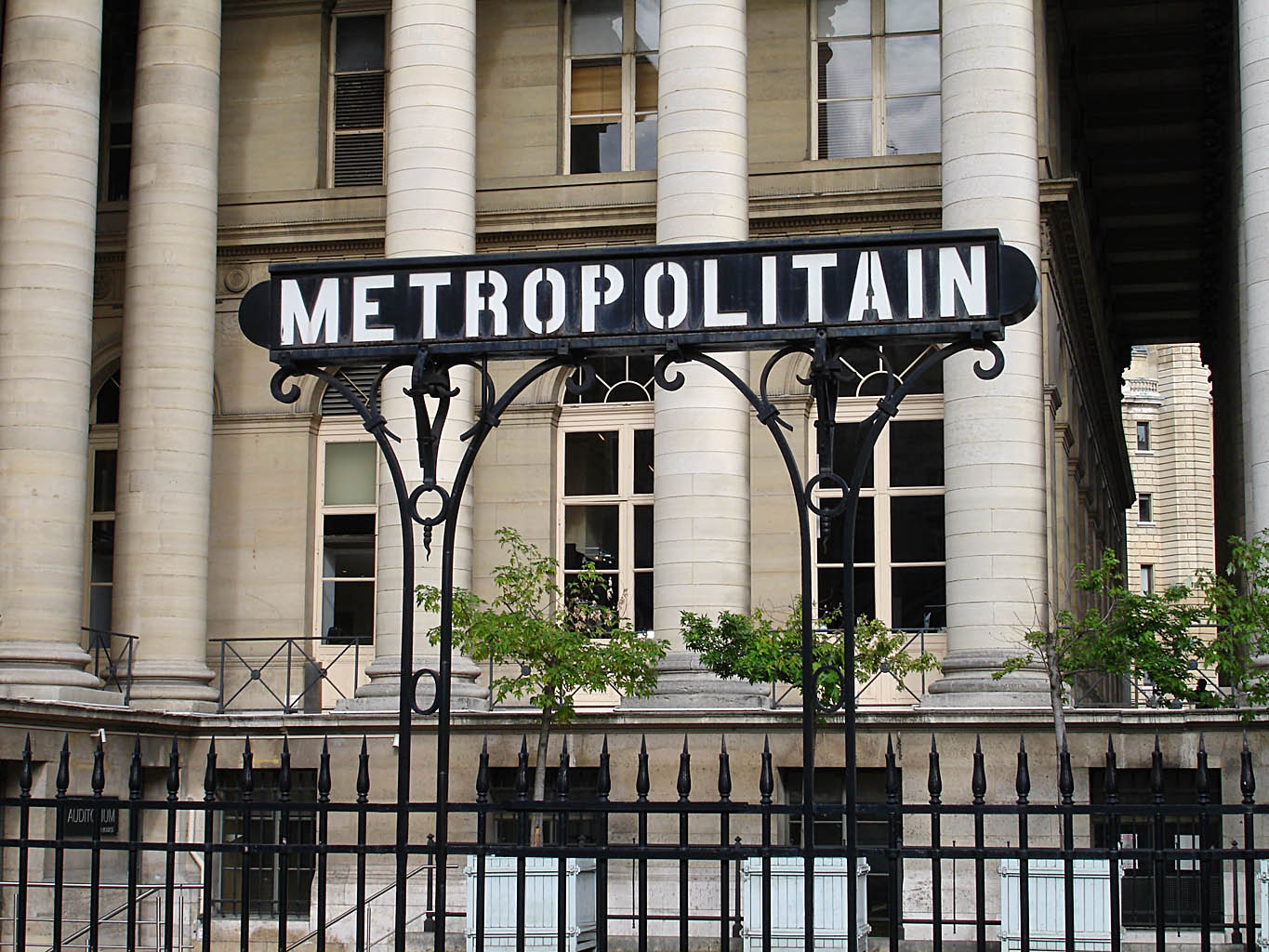
Bourse
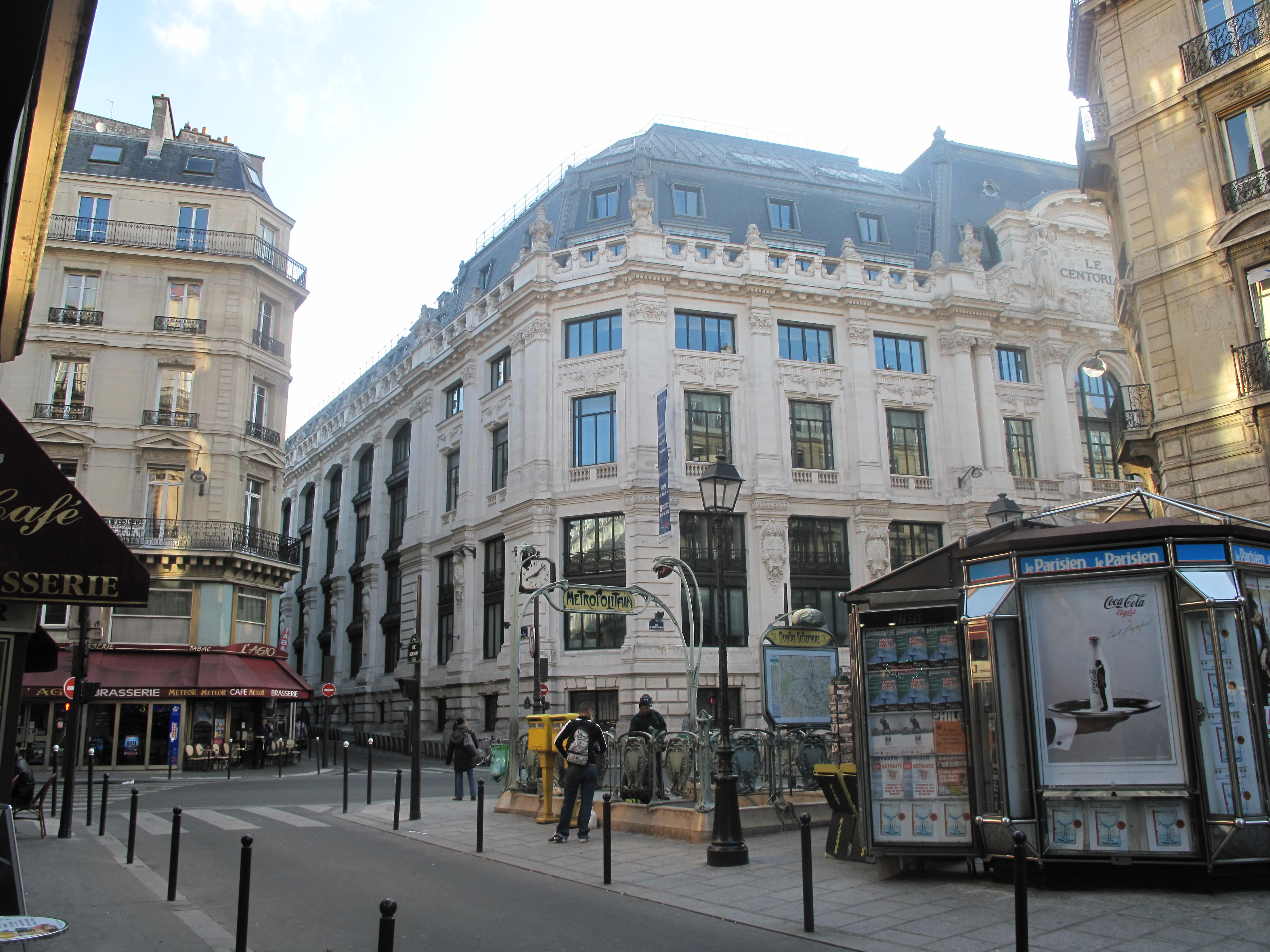
Quatre-Septembre
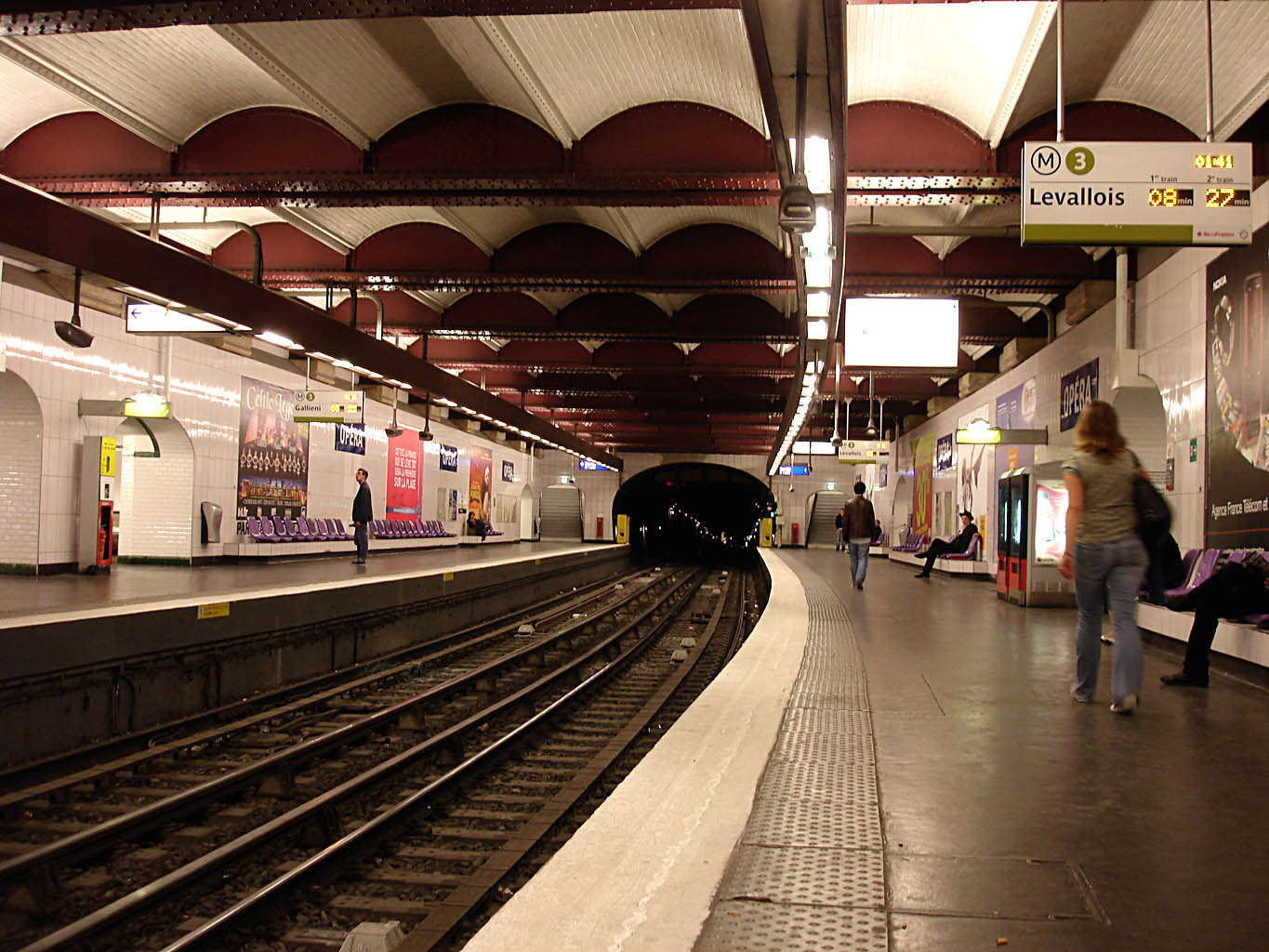
Opéra
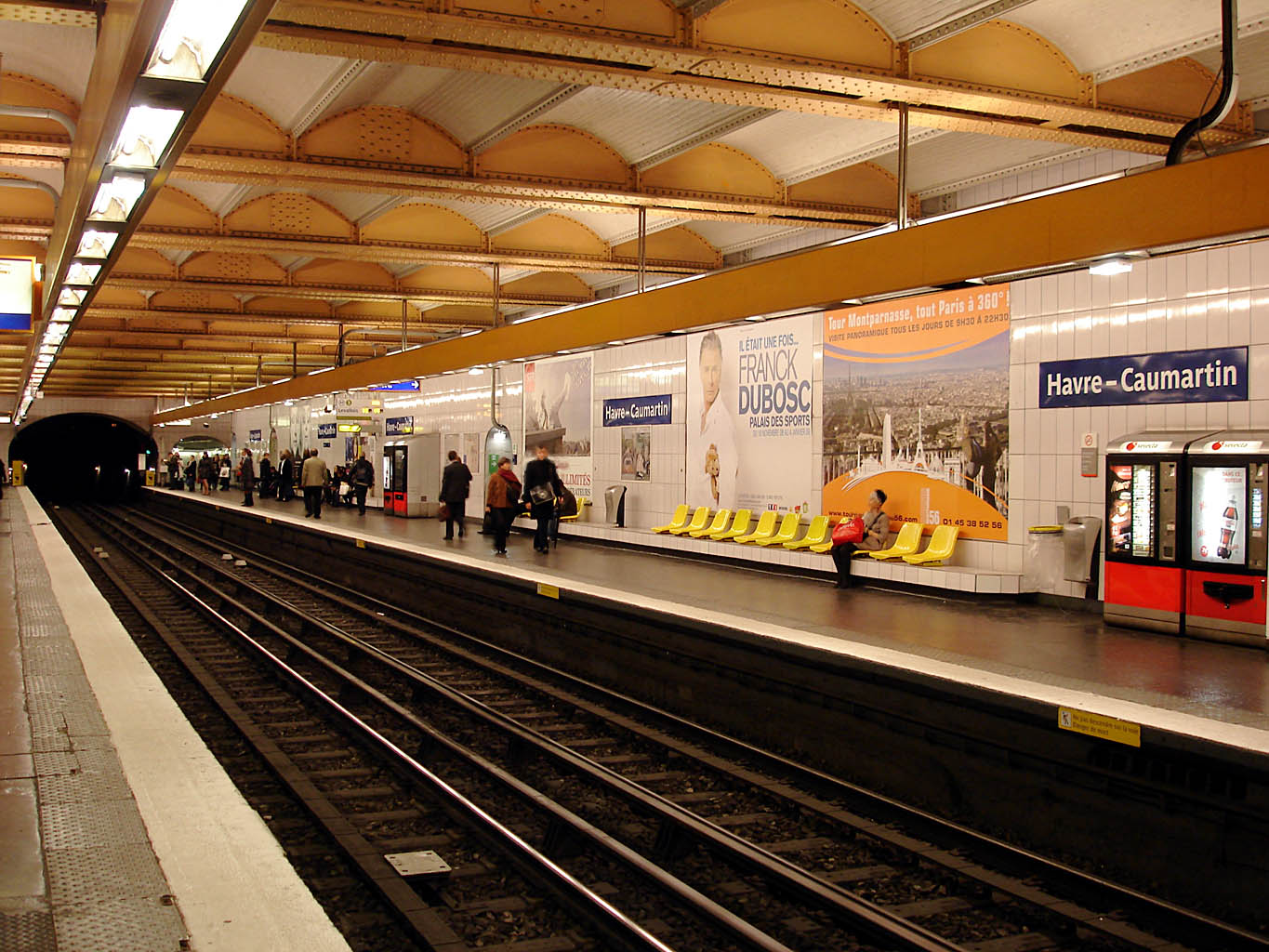
Havre – Caumartin
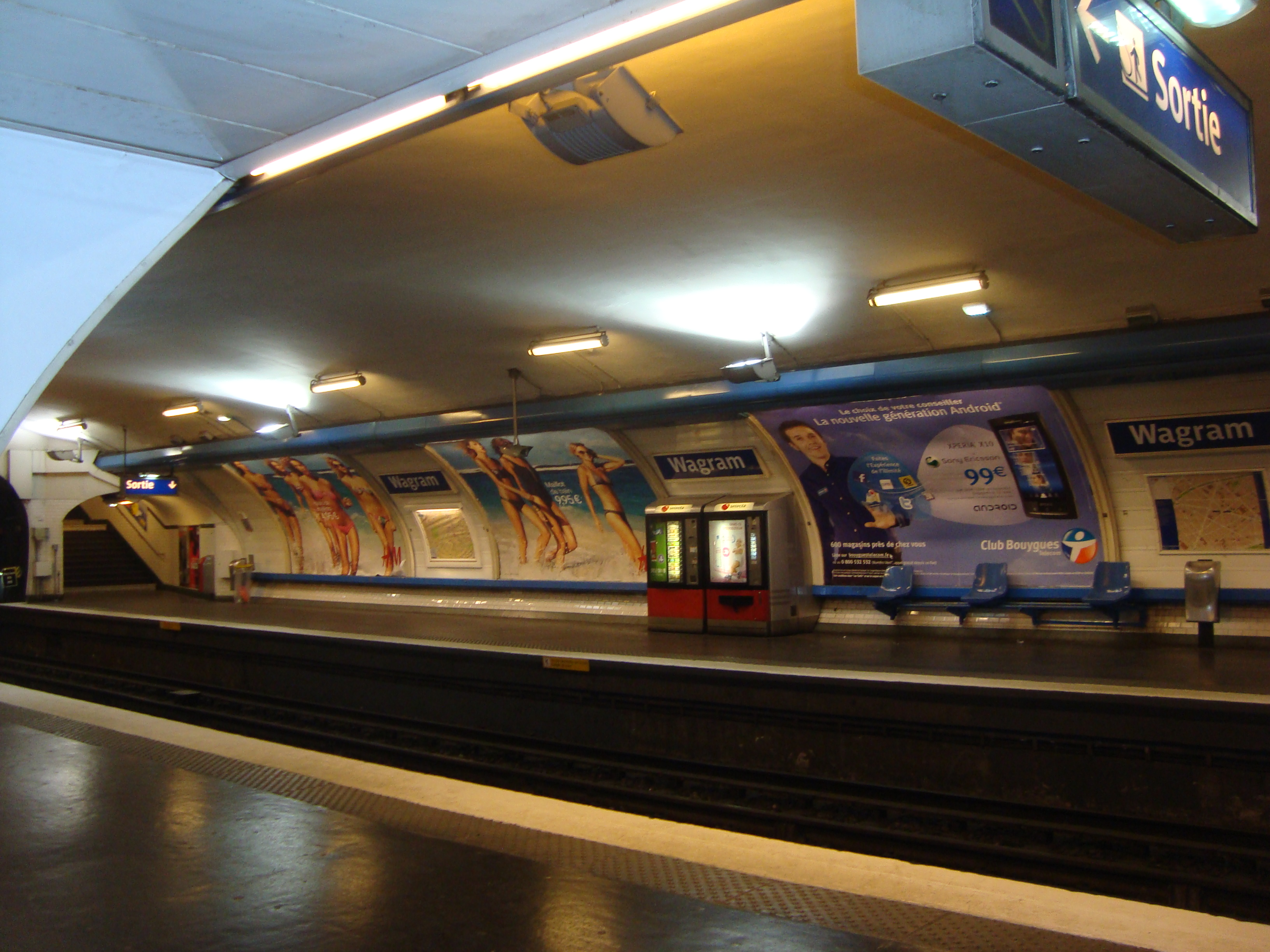
Wagram